# Fusignano
Fusignano är en ort och kommun i provinsen Ravenna i regionen Emilia-Romagna i Italien. Kommunen hade 8 157 invånare (2018).